# Rudolf Runštuk
Rudolf Runštuk (* 1932) je bývalý český fotbalista, obránce.

## Fotbalová kariéra
V československé lize hrál za Spartak Hradec Králové, s nímž získal roku 1960 historický titul mistra, jediný v dějinách klubu a první, který v československé lize putoval mimo Prahu a Bratislavu. Nastoupil ve 35 ligových utkáních. Gól v lize nedal. V Poháru mistrů evropských zemí nastoupil ve 2 utkáních.

## Ligová bilance
| Ročník                                   | Zápasy | Góly | Klub                   |
| ---------------------------------------- | ------ | ---- | ---------------------- |
| 1. československá fotbalová liga 1959/60 | 14     | 0    | Spartak Hradec Králové |
| 1. československá fotbalová liga 1960/61 | 11     | 0    | Spartak Hradec Králové |
| 1. československá fotbalová liga 1961/62 | 10     | 0    | Spartak Hradec Králové |
| CELKEM                                   | 35     | 0    |                        |